# 竹村公太郎
竹村 公太郎（たけむら こうたろう、1945年〈昭和20年〉10月12日 - ）は、日本の作家、歴史学者、土木工学者、元建設・国交官僚。学位は博士（工学）（名城大学・2004年）。研究分野は土木工学、特に河川工学。神奈川県出身。
建設省在職時より島 陶也（しま とうや）の筆名で、建設関係業界紙を中心に数々のエッセイを連載している。
現在、財団法人リバーフロント整備センター理事長、日本水フォーラム代表理事、同フォーラム事務局長を務める。

## 来歴
1970年3月、東北大学大学院工学研究科修士課程（土木工学）を修了。同年4月、建設省に入省。
主に河川畑を歩み、関東地方建設局川治ダム工事事務所、北陸地方建設局阿賀川工事事務所、土木研究所計画官兼主任研究員、中部地方建設局河川部、河川局河川計画課、ダム技術研究所主任研究員、関東地方建設局宮ヶ瀬ダム工事事務所長、中国地方建設局河川部河川調査官、河川局開発課建設専門官、河川局開発課開発調整官、中部地方建設局河川部長、河川局開発課長、近畿地方建設局長を経て、1999年、建設省河川局長に就任。2001年1月、中央省庁再編に伴い国土交通省に異動し、同省河川局長に就任。2002年7月、国土交通省を退官。
2004年4月、名城大学より博士（工学）の学位を取得（いわゆる論文博士）。学位請求論文は「ダムの排砂対策とその施工に関する研究」である。
退官後、ダム水源地環境整備センター顧問、リバーフロント整備センター理事長に就任。2006年5月、日本水フォーラム代表理事・事務局長。

## データ・公開質問状の公開
中部地方建設局（以下、地建）河川部長在任時は、当時問題となっていた長良川河口堰建設問題で、当時保有していた地建の全生データを、パネルを用いて公開に踏み切った。
また、建設省河川局長在任時、朝日新聞のコラム「窓」の「建設省のウソ」におけるデータ等に対して、公開質問状のやり取りをインターネット上で全文公開し、物議をかもした。また、この責任は竹村自身が負ったとされる。

## 著書
- 『日本文明の謎を解く―21世紀を考えるヒント』（清流出版、2003）
- 『土地の文明 地形とデータで日本の都市の謎を解く』（PHP研究所、2005）
  - 『日本史の謎は「地形」で解ける』（PHP文庫、2013）
- 『幸運な文明―日本は生き残る』（PHP研究所、2007）
- 『日本史の謎は「地形」で解ける 文明・文化篇』（PHP文庫、2014年2月）
- 『日本史の謎は「地形」で解ける 環境・民族篇』（PHP文庫、2014年7月）
- 『水力発電が日本を救う 今あるダムで年間2兆円超の電力を増やせる』（東洋経済新報社、2016年9月）
- 『地形と水脈で読み解く!新しい日本史』（宝島社新書、2019年8月）
- 『広重の浮世絵と地形で読み解く江戸の秘密』（集英社、2021年4月）
- 『“地形と気象”で解く！日本の都市誕生の謎　歴史地形学への招待』（ビジネス社、2021年6月）
- 『日本史の謎は「地形」で解ける 日本人の起源篇』（PHP文庫、2023年12月）

### 共編著・監修
- 『本質を見抜く力 環境・食料・エネルギー』（養老孟司共著、 PHP新書、2008年9月）
- 『水環境設備ハンドブック 「水」をめぐる都市・建築・施設・設備のすべてがわかる本』

（小泉明、市川憲良、小瀬博之共編、紀谷文樹監修、オーム社、2011年11月）
- 『ニッポンの水戦略』（「水の安全保障戦略機構」編、「チーム水・日本」執筆、山田正、吉村和就共監修、東洋経済新報社、2011年3月）
- 『運河と閘門 水の道を支えたテクノロジー』（久保田稔、三浦裕二、江上和也共編著、日刊建設工業新聞社、2011年5月）
- 『水辺と人の環境学』（小倉紀雄、谷田一三、松田芳夫共編、朝倉書店、2014年1月）
- 『地形から読み解く日本の歴史』（歴史地形研究会共同監修、宝島社・SUGOI文庫、2014年11月）
- 『竹村公太郎の「地形から読み解く」日本史』（歴史地形研究会共同監修、宝島社・SUGOI文庫、2015年12月）
- 『「理系」で読み解くすごい日本史』（監修、青春出版社〈青春新書INTELLIGENCE〉、2019年3月）
- 『日本の地形見るだけノート』（監修、宝島社、2022年6月）

### 連載
- 月刊 建設オピニオン（建設公論社） - 島陶也名義

## 受賞・受章
- 2015年 - 産学官連携功労者表彰国土交通大臣賞
- 2015年11月 - 瑞宝中綬章[3]